# Leonard Boyle
Leonard Boyle (30 november 1930 – 1 juni 2016) was een Nieuw-Zeelands bisschop van de Rooms-Katholieke Kerk.

## Biografie
Boyle werd in 1961 tot priester gewijd. In 1983 werd hij tot hulpbisschop van Dunedin gewijd door paus Johannes-Paulus II. Toen bisschop John Kavanagh in 1985 overleed, werd Boyle bisschop. Na 19 jaar ging hij in 2005 met emeritaat. Hij werd als bisschop van Dunedin opgevolgd door Colin Campbell. 
Hij overleed op 85-jarige leeftijd.